# Niozelles
Niozelles est une commune française, située dans le département des Alpes-de-Haute-Provence en région Provence-Alpes-Côte d'Azur.
Le nom de ses habitants est Niozellens,.

## Géographie

### Localisation
Les communes limitrophes de Niozelles sont Pierrerue, Lurs, La Brillanne, Villeneuve, Forcalquier.
Ce village est situé à 5 km de Forcalquier, dans la vallée du Beveron.

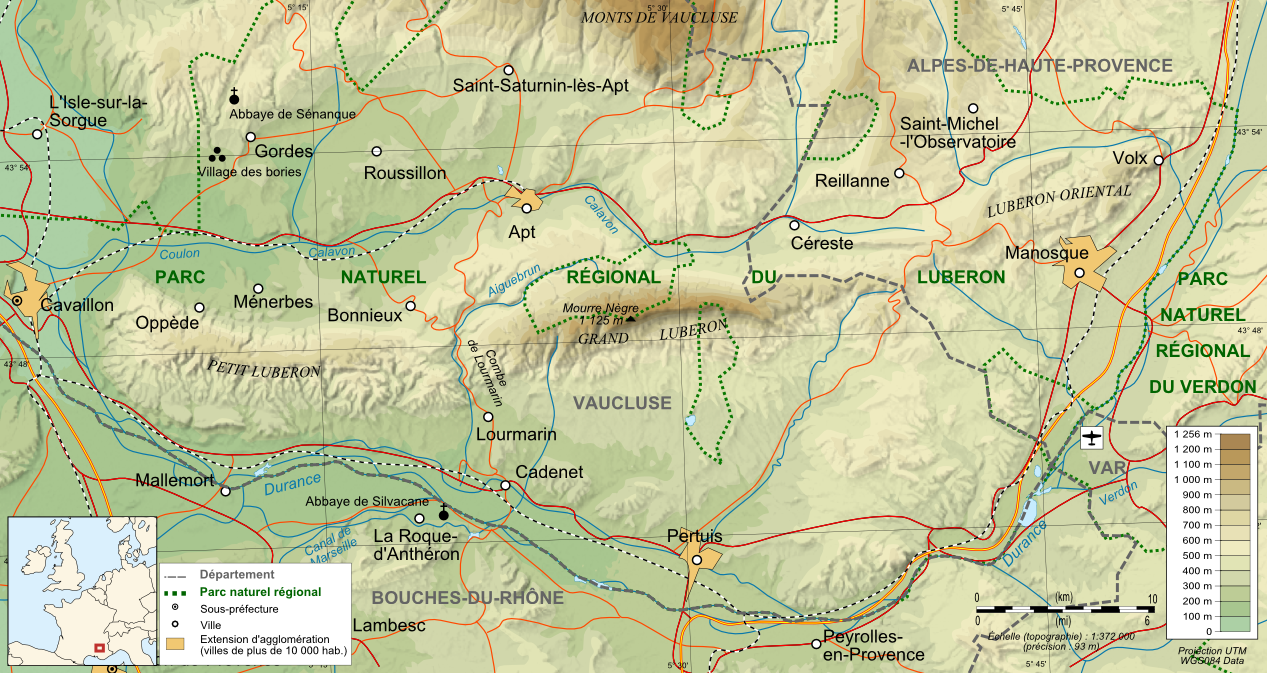
Le territoire du Parc naturel régional du Luberon

Le village est sur un site perché, dans le parc naturel régional du Luberon. La commune est l'un des soixante-dix-sept membres du parc naturel régional du Luberon, parc qui s'étend, de Cavaillon à l'ouest jusqu'à la Durance à l'est, sur deux départements et quatre-vingt-cinq communes et 185 145 hectares.

### Géologie et relief

Massif des Alpes et localisation des Monts de Vaucluse

Le territoire se situe dans les Monts de Vaucluse, sur des formations calcaires provençales du Jurassique supérieur et du Crétacé inférieur (roches sédimentaires issues d'un ancien océan alpin), entre plusieurs formations géologiques majeures des Alpes :
- le massif des Baronnies au nord ;
- la faille de la Durance au sud-ouest, dans la vallée ;
- le plateau de Valensole à l'est : bassin molassique du Miocène et du Pliocène composé de roches sédimentaires détritiques (dépôts liés à l'érosion des montagnes apparues à l'Oligocène).
- le massif du Luberon au sud.

### Hydrographie
Cours d'eau sur la commune ou à son aval :
La commune est traversée :
- par le Lauzon[5], cours d'eau de 25,2 km, sous affluent de la Durance, via l'Asse.
- Le Beveron[6], ruisseau de 14,9 km, rejoint le Lauzon à Niozelles.

### Climat
Pour des articles plus généraux, voir Climat de Provence-Alpes-Côte d'Azur et Climat des Alpes-de-Haute-Provence.
En 2010, le climat de la commune est de type climat méditerranéen altéré, selon une étude du Centre national de la recherche scientifique s'appuyant sur une série de données couvrant la période 1971-2000. En 2020, Météo-France publie une typologie des climats de la France métropolitaine dans laquelle la commune est exposée à un climat de montagne ou de marges de montagne et est dans la région climatique Provence, Languedoc-Roussillon, caractérisée par une pluviométrie faible en été, un très bon ensoleillement (2 600 h/an), un été chaud (21,5 °C), un air très sec en été, sec en toutes saisons, des vents forts (fréquence de 40 à 50 % de vents > 5 m/s) et peu de brouillards.
Pour la période 1971-2000, la température annuelle moyenne est de 12,2 °C, avec une amplitude thermique annuelle de 17,4 °C. Le cumul annuel moyen de précipitations est de 762 mm, avec 6,2 jours de précipitations en janvier et 3,7 jours en juillet. Pour la période 1991-2020, la température moyenne annuelle observée sur la station météorologique de Météo-France la plus proche, « Dauphin », sur la commune de Dauphin à 6 km à vol d'oiseau, est de 12,6 °C et le cumul annuel moyen de précipitations est de 693,2 mm. 
La température maximale relevée sur cette station est de 42,1 °C, atteinte le 28 juin 2019 ; la température minimale est de −16,4 °C, atteinte le 7 février 2012,,.
Les paramètres climatiques de la commune ont été estimés pour le milieu du siècle (2041-2070) selon différents scénarios d'émission de gaz à effet de serre à partir des nouvelles projections climatiques de référence DRIAS-2020. Ils sont consultables sur un site dédié publié par Météo-France en novembre 2022.

### Milieux naturels et biodiversité
La commune compte 476 ha de bois et forêts, soit 45 % de sa superficie.

## Urbanisme

### Typologie
Au 1er janvier 2024, Niozelles est catégorisée commune rurale à habitat dispersé, selon la nouvelle grille communale de densité à 7 niveaux définie par l'Insee en 2022.
Elle est située hors unité urbaine. Par ailleurs la commune fait partie de l'aire d'attraction de Manosque, dont elle est une commune de la couronne,. Cette aire, qui regroupe 30 communes, est catégorisée dans les aires de 50 000 à moins de 200 000 habitants,.

### Occupation des sols
L'occupation des sols de la commune, telle qu'elle ressort de la base de données européenne d’occupation biophysique des sols Corine Land Cover (CLC), est marquée par l'importance des territoires agricoles (58,7 % en 2018), une proportion identique à celle de 1990 (58,7 %). La répartition détaillée en 2018 est la suivante : 
forêts (30,7 %), terres arables (30,4 %), zones agricoles hétérogènes (28,3 %), milieux à végétation arbustive et/ou herbacée (10,1 %), espaces ouverts, sans ou avec peu de végétation (0,5 %).
L'évolution de l’occupation des sols de la commune et de ses infrastructures peut être observée sur les différentes représentations cartographiques du territoire : la carte de Cassini (XVIIIe siècle), la carte d'état-major (1820-1866) et les cartes ou photos aériennes de l'IGN pour la période actuelle (1950 à aujourd'hui).

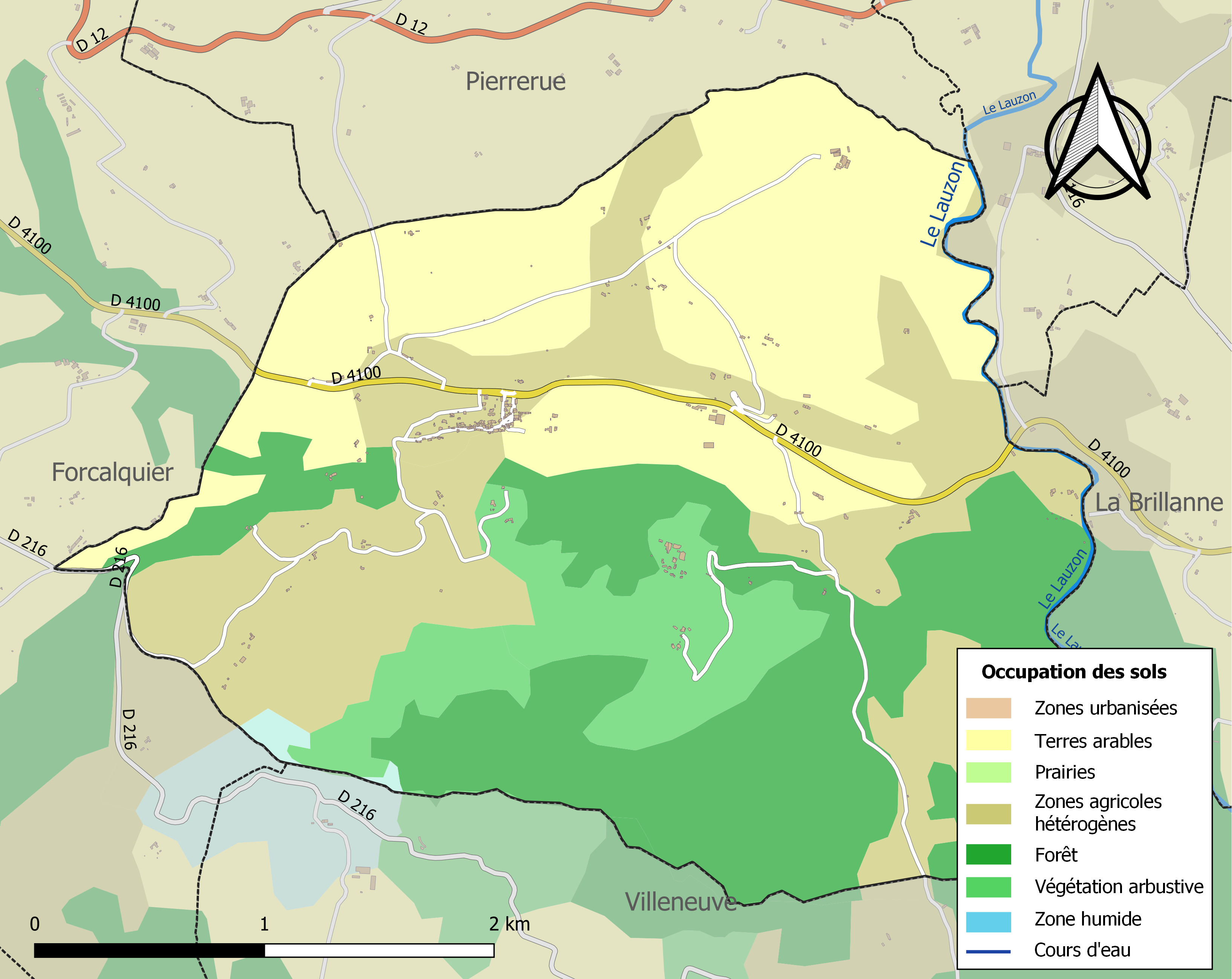
Carte de l'occupation des sols de la commune en 2018 (CLC).

### Habitat et logement
En 2018, le nombre total de logements dans la commune était de 220, alors qu'il était de 204 en 2013 et de 171 en 2008.
Parmi ces logements, 56 % étaient des résidences principales, 34,7 % des résidences secondaires et 9,3 % des logements vacants. Ces logements étaient pour 86,5 % d'entre eux des maisons individuelles et pour 11,6 % des appartements.
Le tableau ci-dessous présente la typologie des logements à Niozelles en 2018 en comparaison avec celle des Alpes-de-Haute-Provence et de la France entière. Une caractéristique marquante du parc de logements est ainsi une proportion de résidences secondaires et logements occasionnels (34,7 %) supérieure à celle du département (31,1 %) et à celle de la France entière (9,7 %). Concernant le statut d'occupation de ces logements, 65 % des habitants de la commune sont propriétaires de leur logement (63,2 % en 2013), contre 59,4 % pour les Alpes-de-Haute-Provence et 57,5 % pour la France entière.
| Typologie                                               | Niozelles | Alpes-de-Haute-Provence | France entière |
| ------------------------------------------------------- | --------- | ----------------------- | -------------- |
| Résidences principales (en %)                           | 56        | 60,5                    | 82,1           |
| Résidences secondaires et logements occasionnels (en %) | 34,7      | 31,1                    | 9,7            |
| Logements vacants (en %)                                | 9,3       | 8,3                     | 8,2            |

### Transports

#### Voies routières
Niozelles est traversée par la départementale RD 4100 (ancienne route nationale 100).
Distance des grandes villes françaises
L'orientation et la localisation de Niozelles par rapport à quelques grandes villes françaises sont données dans le tableau suivant. Distance à vol d'oiseau :
| Ville                | Marseille | Nice         | Montpellier  | Lyon       | Toulouse   | Bordeaux   | Strasbourg   | Paris      | Nantes       | Rennes       | Lille      |
| Distance Orientation | 80 km (S) | 118 km (S-E) | 162 km (S-O) | 218 km (N) | 355 km (O) | 521 km (O) | 538 km (N-E) | 611 km (N) | 684 km (N-O) | 743 km (N-0) | 774 km (N) |

#### Services d'autocars

##### Lignes régionales, réseauZou!

Logo du réseau Zou !

Forcalquier est desservie par : 
- 2 lignes de PROXIMITE :

| Ligne | Tracé                                            |
| ----- | ------------------------------------------------ |
| 482   | Forcalquier ↔ Niozelles ↔ Digne-les-Bains        |
| 915   | Avignon ↔ Forcalquier ↔ Niozelles ↔ La Brillanne |

#### Transports ferroviaires
Gares SNCF à La Brillanne-Oraison à 5 km et Manosque - Gréoux-les-Bains à 13 km, toutes les deux sur la ligne Lyon-Perrache - Marseille-Saint-Charles (via Grenoble).

### Risques naturels et technologiques
Aucune des 200 communes du département n'est en zone de risque sismique nul. Le canton de Forcalquier auquel appartient Niozelles est en zone 1b (sismicité faible) selon la classification déterministe de 1991, basée sur les séismes historiques
, et en zone 4 (risque moyen) selon la classification probabiliste EC8 de 2011. La commune de Niozelles est également exposée à trois autres risques naturels :
- feu de forêt,
- inondation,
- mouvement de terrain : la moitié de la commune est concernée par un aléa moyen à fort[21].

La commune de Niozelles est de plus exposée à deux risques d’origine technologique :
- celui de rupture de barrage ;
- celui de transport de matières dangereuses par canalisation. La canalisation Transéthylène qui sert à acheminer de l’éthylène vers l’usine Arkema de Saint-Auban traverse la commune et constitue donc un facteur de risque supplémentaire[23],[24].

Aucun plan de prévention des risques naturels prévisibles (PPR) n’existe pour la commune ; le Dicrim existe depuis 2010.
La commune a été l’objet d’un arrêté de catastrophe naturelle, pour inondation, coulées de boue et glissement de terrain en 1994.

## Toponymie
La localité apparaît pour la première fois dans les chartes en 1030 (Nuacellas). Selon Ernest Nègre, ce nom est un composé des termes occitan Nyos (nuages), et cèlas, couvents : le « couvent des nuages » ; selon le couple Fénié, c’est « le nouveau couvent » (exactement, les nouvelles cellules, comme le Cirque de Navacelles).

## Histoire
Dans l’Antiquité, le territoire de Niozelles fait partie de celui des Sogiontes (Sogiontii), dont le territoire s’étendait du sud des Baronnies à la Durance. Les Sogiontes étaient fédérés aux Voconces et après la conquête romaine ils furent rattachés avec eux à la province romaine de Narbonnaise. Au IIe siècle, ils furent détachés des Voconces et formèrent une civitas distincte, avec pour capitale Segustero (Sisteron). La voie domitienne traverse la commune.

### Moyen Âge
Alors que le sud-est de la Gaule était une terre burgonde, le roi des Ostrogoths Théodoric le Grand fait la conquête de la région entre la Durance, le Rhône et l’Isère en 510. La commune dépend donc brièvement à nouveau de l’Italie, jusqu’en 526. En effet, pour se réconcilier avec le roi burgonde Gondemar III, la régente ostrogothe Amalasonthe lui rend ce territoire.
Quelques années avant l’An Mil, une butte sur laquelle était construite une vaste maison perchée devient une motte castrale. La butte est agrandie par l’apport de 1 600 m3 de terre, et une tour est construite ; une palissade entoure la motte (diamètre de 22 m). Les bâtiments utilitaires compris dans l’enceinte, celle-ci et la tour constituent un petit château, embryon de domaine seigneurial, qui est occupé jusqu’au début des années 1030. Le château perd ensuite sa fonction militaire pour abriter un pressoir à huile. Les fouilles de la motte révèlent l’utilisation importante du bois de chêne pubescent, le plus abondant localement, dans la construction, ainsi que du buis et du sorbus crataegus pour des usages spécifiques (comme les chevilles réalisées en buis). L’intérêt du site réside également dans les restes alimentaires (ossements) qui renseignent sur le régime des élites de l’époque.
La colline proche du lieu-dit Vieille-Église a été occupée comme oppidum à une époque indéterminée. Un château fort en pierre y existait au milieu du Moyen Âge.
Du XIe au XIIIe siècle, l’église Sainte-Marie près du Vieux-Niozelles appartenait à l’abbaye Saint-André de Villeneuve-lès-Avignon, qui en percevait les revenus. Le prieuré Saint-Marcellin relevait lui de l’abbaye Saint-Victor de Marseille. La seigneurie appartient à la famille de Sabran (XIVe siècle), puis aux Bouliers (XVIe siècle), et enfin aux Glandevès (XVIIe et XVIIIe siècles). La communauté relevait de la viguerie de Forcalquier.
Lors du dénombrement de 1471, le village est abandonné.
Le fief appartint successivement aux familles de Sabran, d'Agoult (XVe siècle), de Bouliers (fin XVe et XVIe siècles), de Joye (XVe siècle), de Matheaud de Joye (XVIe siècle), de Castellane (XVIe siècle/XVIIe siècle) et de Glandevès (XVIIe siècle/XVIIIe siècle).

### Révolution française et Empire
Durant la Révolution, la commune compte une société patriotique, créée après la fin de 1792. Les tours du château sont détruites à cette époque.

### Époque contemporaine
Le coup d'État du 2 décembre 1851 commis par Louis-Napoléon Bonaparte contre la Deuxième République provoque un soulèvement armé dans les Basses-Alpes, en défense de la Constitution. Après l’échec de l’insurrection, une sévère répression poursuit ceux qui se sont levés pour défendre la République : 7 habitants de Niozelles sont traduits devant la commission mixte, la peine la plus courante étant la déportation en Algérie.
Comme de nombreuses communes du département, Niozelles se dote d’une école bien avant les lois Ferry : en 1863, elle en possède déjà une qui dispense une instruction primaire aux garçons, au chef-lieu. La même instruction est donnée aux filles, bien que la loi Falloux (1851) n’impose l’ouverture d’une école de filles qu’aux communes de plus de 800 habitants. La commune profite des subventions de la deuxième loi Duruy (1877) pour construire une école neuve.
Jusqu’au milieu du XXe siècle, la vigne était cultivée à Niozelles. Plusieurs dizaines d’hectares produisaient un vin destiné au marché de Forcalquier et à la vente sur les marchés locaux. Cette culture est aujourd’hui abandonnée.

## Politique et administration

### Rattachements administratifs et électoraux

#### Rattachements administratifs
La commune se trouve dans l'arrondissement de Forcalquier du département des Alpes-de-Haute-Provence.
Elle faisait partie depuis 1793 du canton de Forcalquier. Dans le cadre du redécoupage cantonal de 2014 en France, cette circonscription administrative territoriale a disparu, et le canton n'est plus qu'une circonscription électorale.

#### Rattachements électoraux
Pour les élections départementales, la commune fait partie depuis 2014 d'un nouveau canton de Forcalquier porté de 10 à 15 communes.
Pour l'élection des députés, elle fait partie de la deuxième circonscription des Alpes-de-Haute-Provence.

### Intercommunalité
Niozelles est membre de la communauté de communes Pays de Forcalquier - Montagne de Lure, un établissement public de coopération intercommunale (EPCI) à fiscalité propre créé en 2002 et auquel la commune avait transféré un certain nombre de ses compétences, dans les conditions déterminées par le code général des collectivités territoriales.
Cette communauté de communes est l'une des deux qui constituait le Pays de Haute-Provence,  une intercommunalité de loi Voynet, regroupant 25 communes des Alpes-de-Haute-Provence disparue en 2017.

### Administration municipale
Compte tenu de la population de la commune, son conseil municipal compte 11 membresn y compris le maire et ses adjoints

### Liste des maires

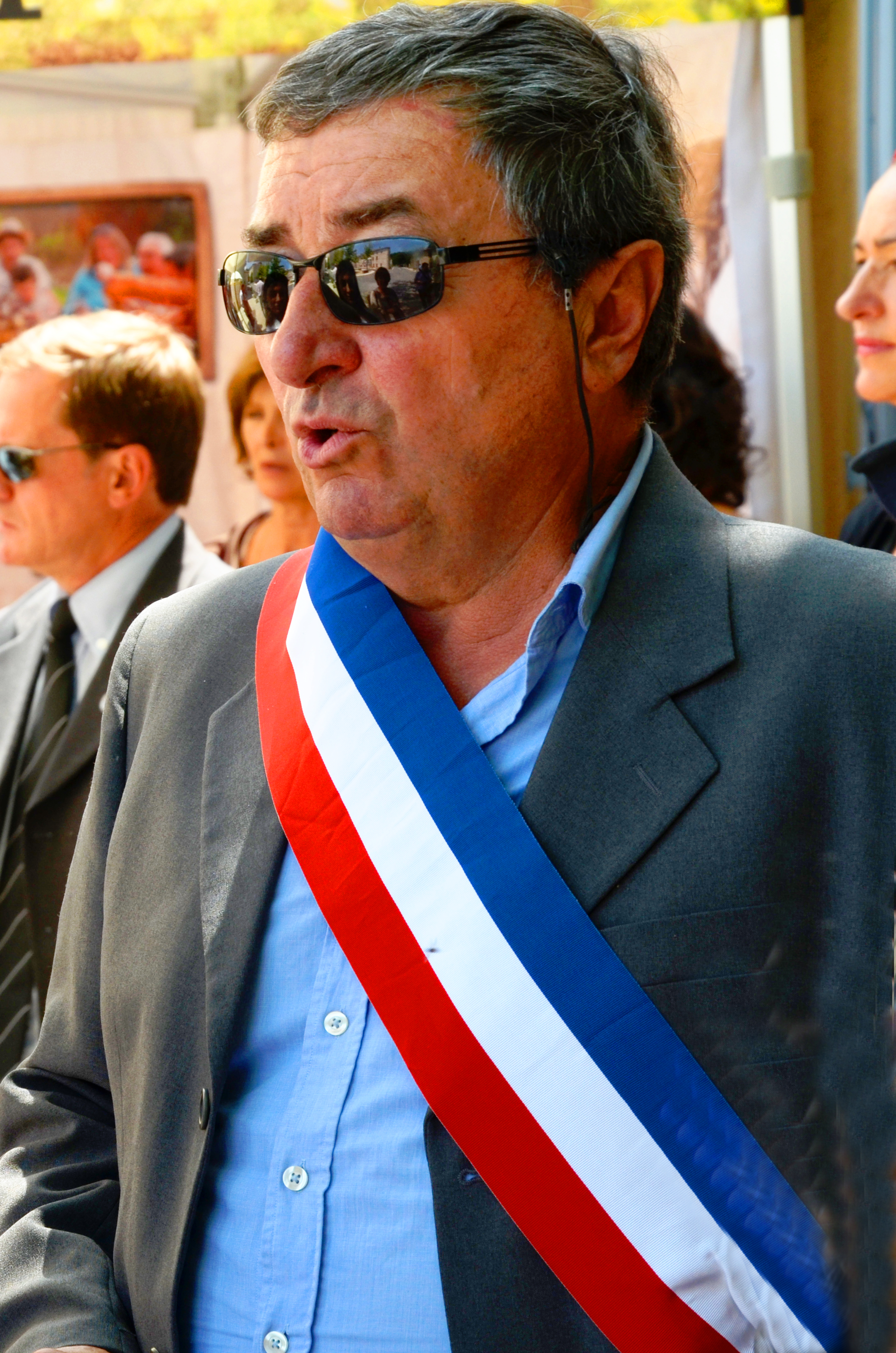
Paul Romand, ancien maire.

| Période                                  | Période                      | Identité         | Étiquette | Qualité             |
| ---------------------------------------- | ---------------------------- | ---------------- | --------- | ------------------- |
| Les données manquantes sont à compléter. |                              |                  |           |                     |
| 2001                                     | août 2022                    | Paul Romand,     | DVG,      | Commerçant retraité |
| septembre 2022                           | En cours (au 4 février 2023) | Christophe Lopez |           | Cadre retraité      |

### Finances communales
En 2017, le budget de la commune était constitué ainsi :
- total des produits de fonctionnement : 240 000 €, soit 843 € par habitant ;
- total des charges de fonctionnement : 167 000 €, soit 587 € par habitant ;
- total des ressources d'investissement : 176 000 €, soit 618 € par habitant ;
- total des emplois d'investissement : 322 000 €, soit 1 130 € par habitant ;
- endettement : 226 000 €, soit 792 € par habitant.

Avec les taux de fiscalité suivants :
- taxe d'habitation : 13,00 % ;
- taxe foncière sur les propriétés bâties : 18,75 % ;
- taxe foncière sur les propriétés non bâties : 49,00 % ;
- taxe additionnelle à la taxe foncière sur les propriétés non bâties : 0,00 % ;
- cotisation foncière des entreprises : 0,00 %.

Chiffres clés Revenus et pauvreté des ménages en 2015 : médiane en 2015 du revenu disponible, par unité de consommation : 20 789 €.

## Équipements et services publics

### Eau et déchets
Déchèterie la plus proche à Pierrerue à 2,3 km.

### Enseignement
La commune est dotée d’une école maternelle, mais pas d'une école primaire publique,. Ensuite, les élèves sont affectés au collège Henri-Laugier à Forcalquier. Puis les élèves sont dirigés vers les lycées de Manosque, soit le lycée polyvalent Les Iscles, soit le lycée Félix-Esclangon.

### Santé

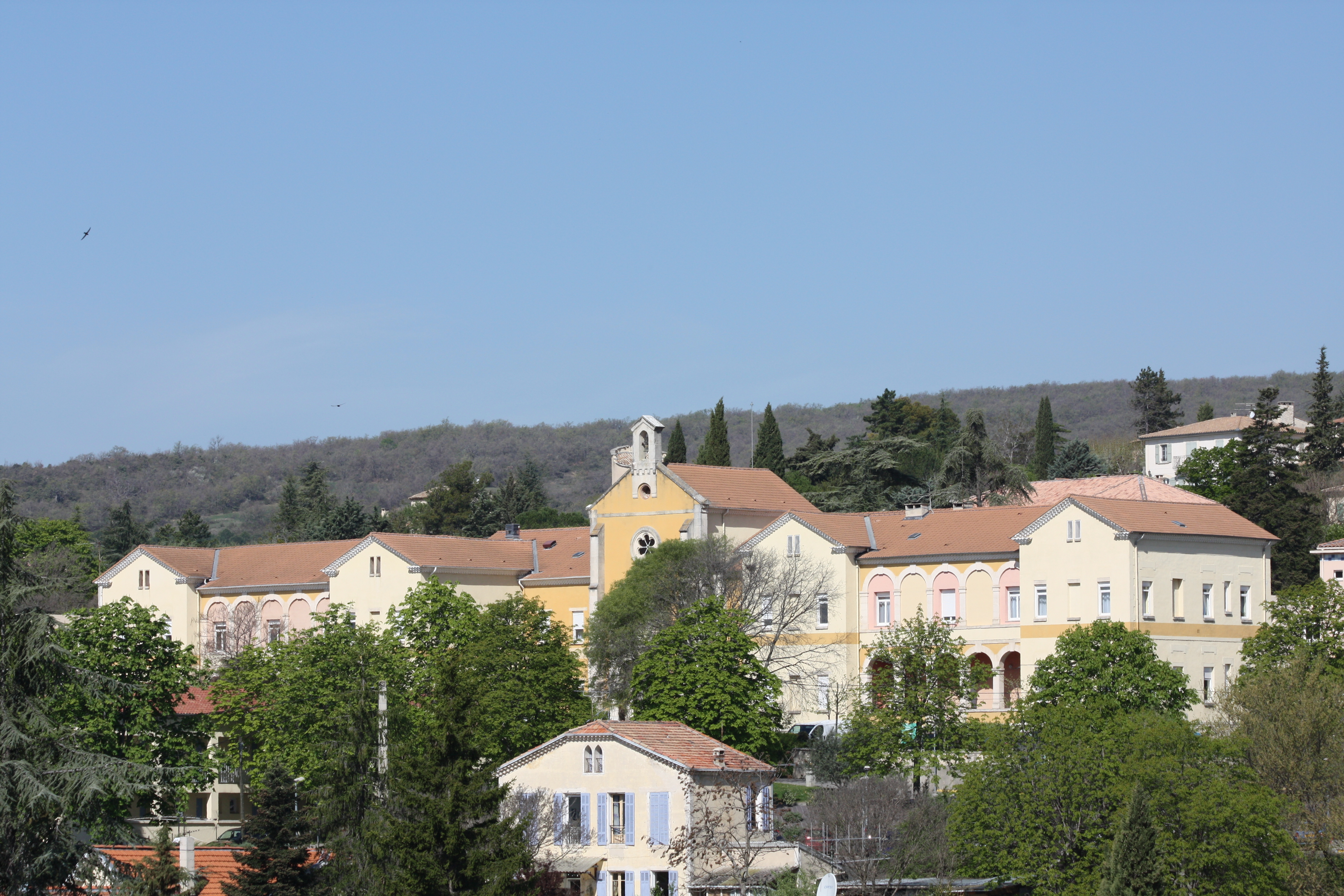
Hôpital Saint-Michel

Professionnels et établissements de santé :
- La commune dépend de l'hôpital local de Forcalquier nommé Saint-Michel[65]. Selon le magazine l'Express, l'hôpital Saint-Michel fait partie des hôpitaux les plus sûrs de France avec une note de 82,2 sur 100 (classe A) et se classe 63e sur le plan national et 2e au niveau départemental[66].
- Pharmacies à Villeneuve, Mane, Forcalquier.
- Centre hospitalier de Digne-les-Bains.

### Justice, sécurité, secours et défense
Niozelles fait partie du canton de Forcalquier depuis 1793. La commune fait partie des juridictions d’instance de Forcalquier, de la prud'hommale de Manosque, et de grande instance de Digne-les-Bains.

## Population et société

### Démographie
L'évolution du nombre d'habitants est connue à travers les recensements de la population effectués dans la commune depuis 1765. Pour les communes de moins de 10 000 habitants, une enquête de recensement portant sur toute la population est réalisée tous les cinq ans, les populations de référence des années intermédiaires étant quant à elles estimées par interpolation ou extrapolation. Pour la commune, le premier recensement exhaustif entrant dans le cadre du nouveau dispositif a été réalisé en 2007.

En 2022, la commune comptait 278 habitants, en évolution de +1,83 % par rapport à 2016 (Alpes-de-Haute-Provence : +2,84 %, France hors Mayotte : +2,11 %).
| 1765 | 1793 | 1800 | 1806 | 1821 | 1831 | 1836 | 1841 | 1846 |
| ---- | ---- | ---- | ---- | ---- | ---- | ---- | ---- | ---- |
| 203  | 226  | 252  | 242  | 285  | 334  | 356  | 403  | 368  |

| 1851 | 1856 | 1861 | 1866 | 1872 | 1876 | 1881 | 1886 | 1891 |
| ---- | ---- | ---- | ---- | ---- | ---- | ---- | ---- | ---- |
| 379  | 381  | 406  | 396  | 354  | 354  | 316  | 320  | 300  |

| 1896 | 1901 | 1906 | 1911 | 1921 | 1926 | 1931 | 1936 | 1946 |
| ---- | ---- | ---- | ---- | ---- | ---- | ---- | ---- | ---- |
| 300  | 296  | 266  | 254  | 201  | 208  | 202  | 190  | 155  |

| 1954 | 1962 | 1968 | 1975 | 1982 | 1990 | 1999 | 2006 | 2007 |
| ---- | ---- | ---- | ---- | ---- | ---- | ---- | ---- | ---- |
| 158  | 138  | 125  | 106  | 111  | 170  | 199  | 229  | 233  |

| 2012 | 2017 | 2022 | - | - | - | - | - | - |
| ---- | ---- | ---- | - | - | - | - | - | - |
| 272  | 271  | 278  | - | - | - | - | - | - |

L'histoire démographique ancienne de Niozelles est marquée par la grande saignée des XIVe et XVe siècles qui détruit la communauté. S'ensuivit une lente croissance allant de la fin du XVe siècle aux années 1830. La population de Niozelles marque ensuite une période d'« étale » où la population reste assez stable à un niveau élevé. Cette période dure de 1841 à 1872. L'exode rural provoque ensuite un mouvement de diminution assez rapide : en 1921, Niozelles a perdu 50 % de sa population, par rapport au maximum démographique du XIXe siècle (406 habitants en 1861), après à peine un demi-siècle de baisse. Celle-ci continue jusqu'aux années 1970, le mouvement s'inversant ensuite. Aujourd'hui, la population de Niozelles est repassée au-dessus des 50 % de son niveau de 1861.

### Cultes
- Culte catholique, Paroisse du Pays de Forcalquier[72], Diocèse de Digne.

## Économie

### Aperçu général
En 2009, la population active s’élevait à 108 personnes, dont 10 chômeurs (17 fin 2011). Ces travailleurs sont majoritairement salariés (78 %) et travaillent majoritairement hors de la commune (71 %).

### Revenus de la population et fiscalité
En 2008, le revenu fiscal médian par ménage était de 17 519 €,
ce qui plaçait Niozelles au 14 835e rang parmi les 31 604 communes de plus de 50 ménages en métropole.

### Agriculture

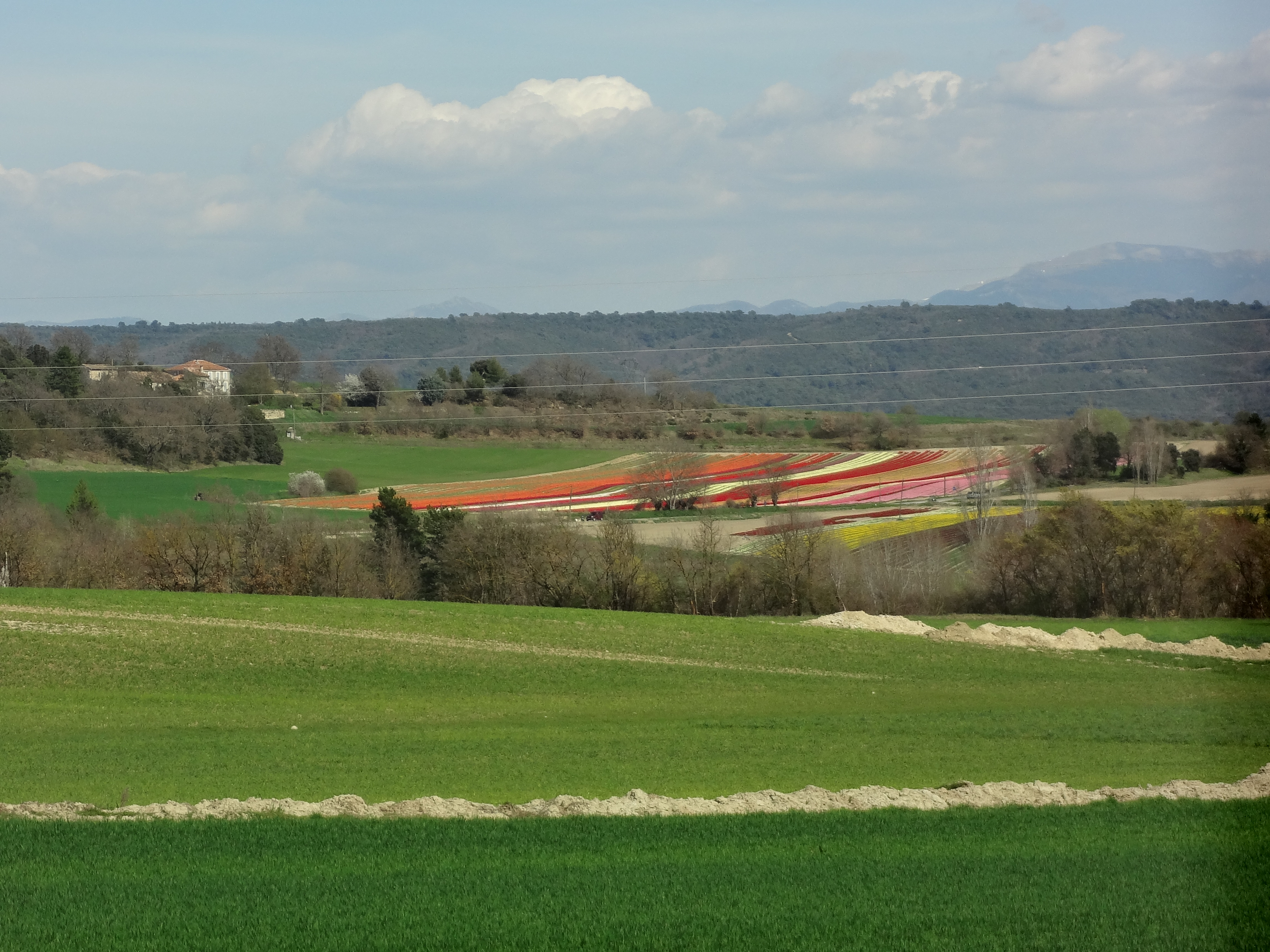
Champs de fleurs à Niozelles.

Fin 2010, le secteur primaire (agriculture, sylviculture, pêche) comptait cinq établissements actifs au sens de l’Insee (exploitants non-professionnels inclus) et neuf emplois salariés.
Le nombre d’exploitations professionnelles, selon l’enquête Agreste du ministère de l’Agriculture, est de six en 2010. Il avait chuté de 18 en 1988 à quatre en 2000. Actuellement, ces exploitants sont spécialisés dans les grandes cultures (trois d’entre eux), un autre pratiquant l’horticulture. De 1988 à 2000, la surface agricole utile (SAU) avait chuté, de 364 à 238 ha (la surface moyenne des exploitations doublant dans le même temps). La SAU a crû de nouveau lors de la dernière décennie, à 311 ha, mais sans revenir à celui de 1988.
Les agriculteurs de la commune de Niozelles ont droit à trois labels appellation d'origine contrôlée (AOC) (dont le banon) et à neuf labels indication géographique protégée (IGP) (dont petit épeautre, miel de Provence et agneau de Sisteron).
La culture de l’olivier est pratiquée dans la commune depuis des siècles, tout en étant limitée à des surfaces restreintes. Le terroir de la commune se situe en effet à la limite altitudinale de l’arbre, qui ne peut que difficilement être exploité au-delà des 650 mètres. Actuellement, l’oliveraie communale compte moins de 1000 pieds L’huile produite à partir des olives récoltées dans la commune bénéficie des AOC huile d’olive de Provence et huile d’olive de Haute-Provence.
Parmi les labels couvrant la commune, ceux concernant le vin (alpes-de-haute-provence (IGP) blanc, rouge et rosé et VDP de Méditerranée blanc, rouge et rosé) ne sont pas utilisés, la vigne n’étant pas cultivée pour une production commerciale dans la commune.

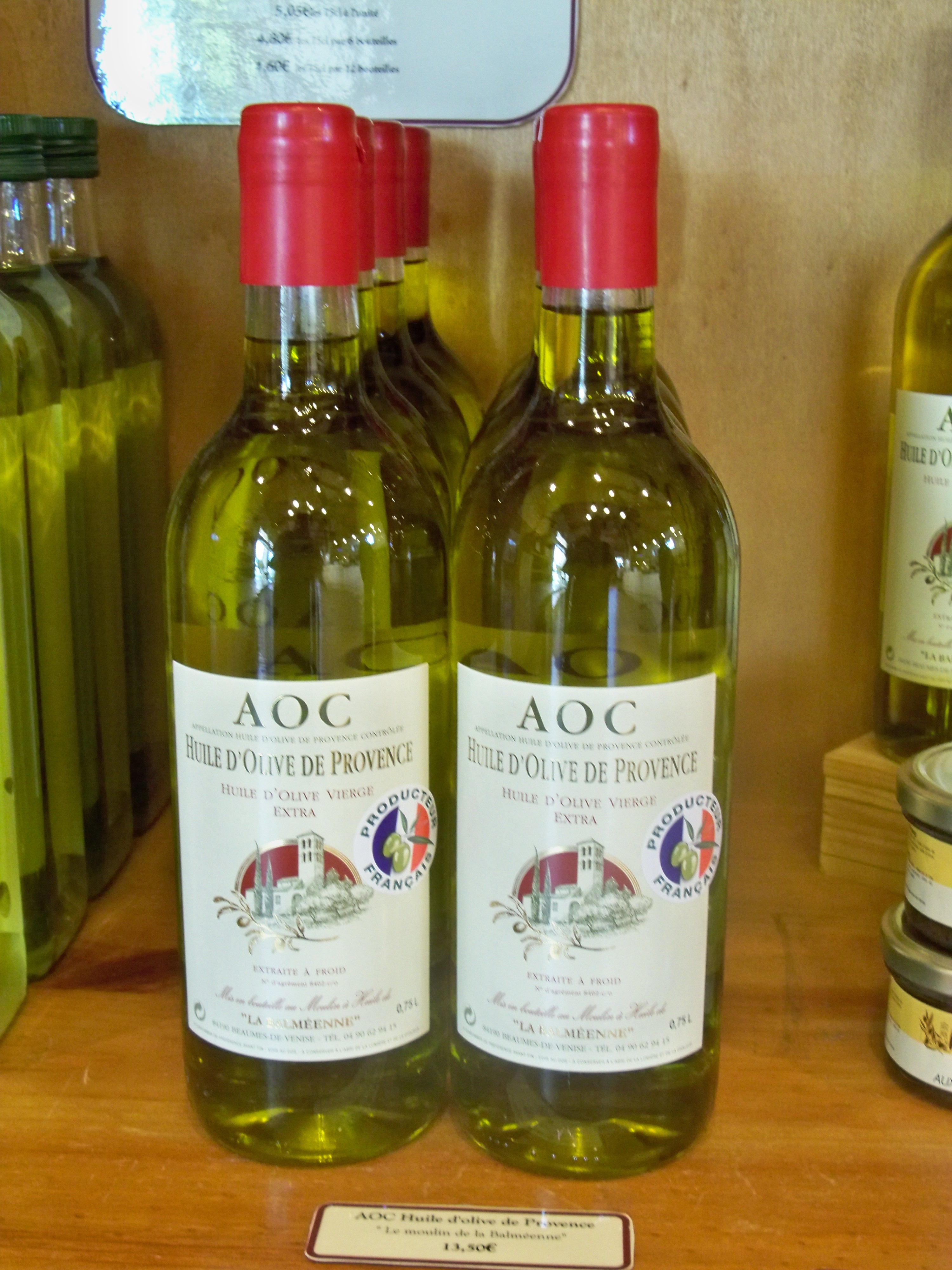
Huile de Provence AOC.
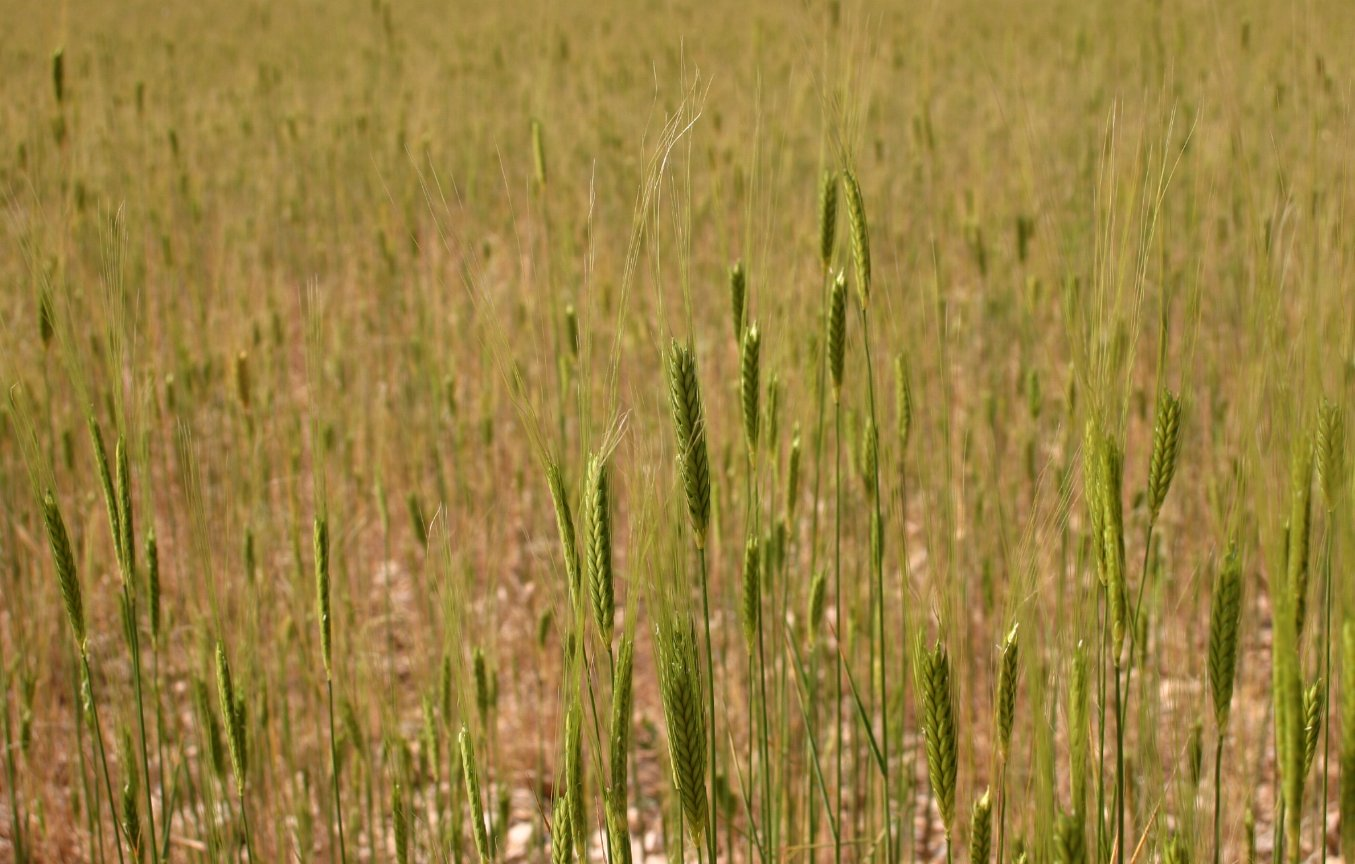
Petit épeautre.
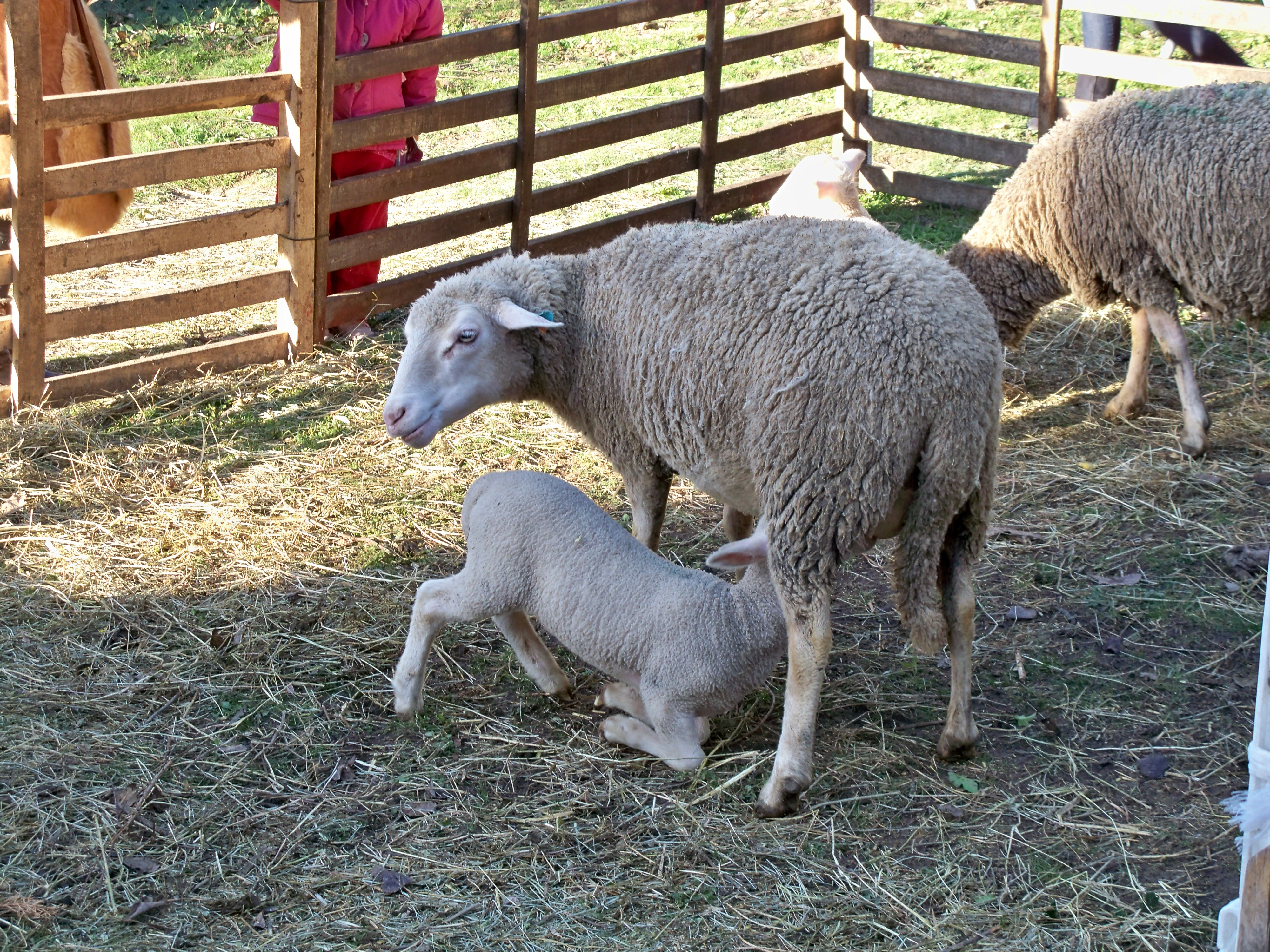
Agneau de Sisteron élevé sous sa mère.
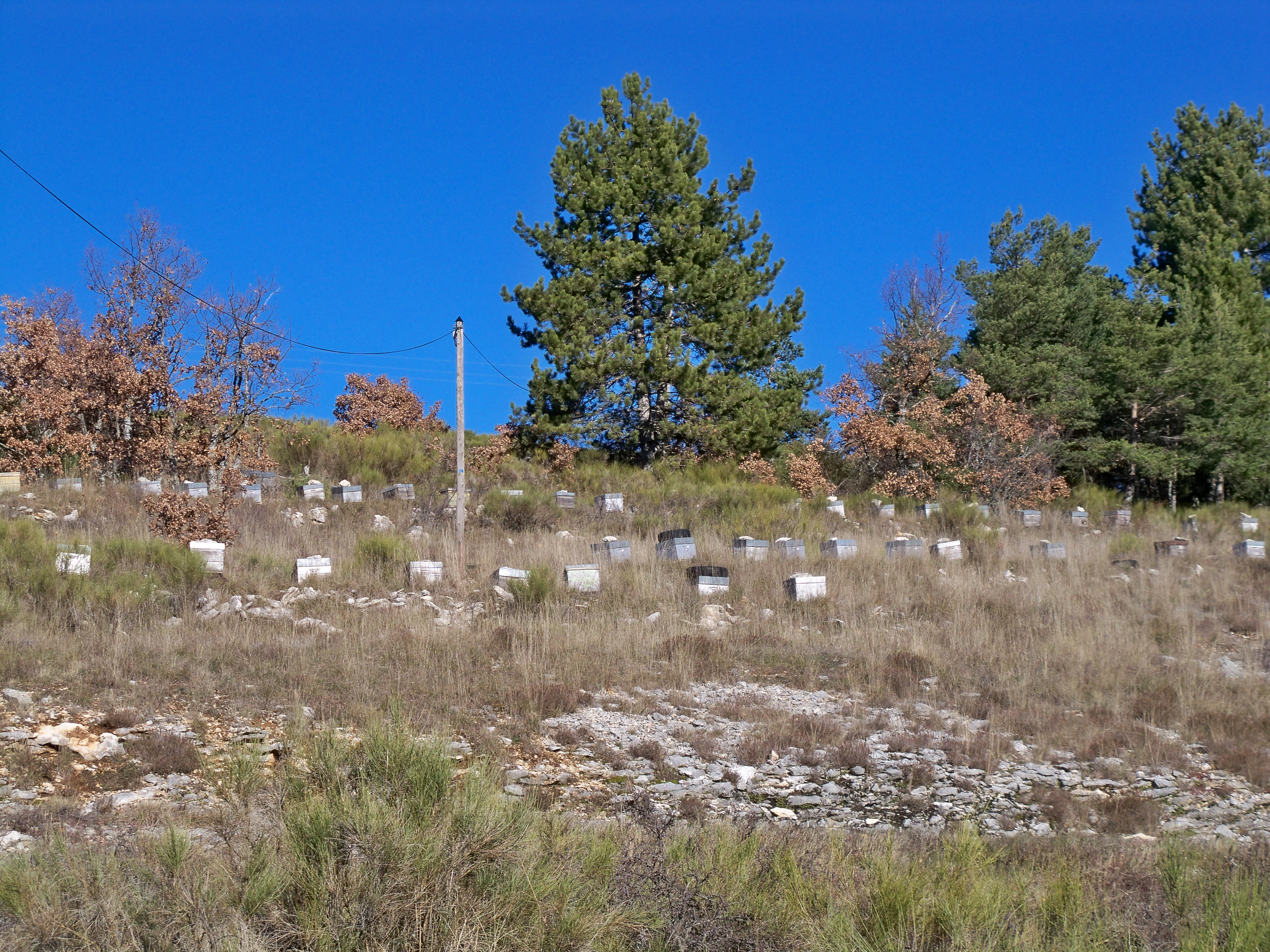
Ruches à la combe du Pommier.
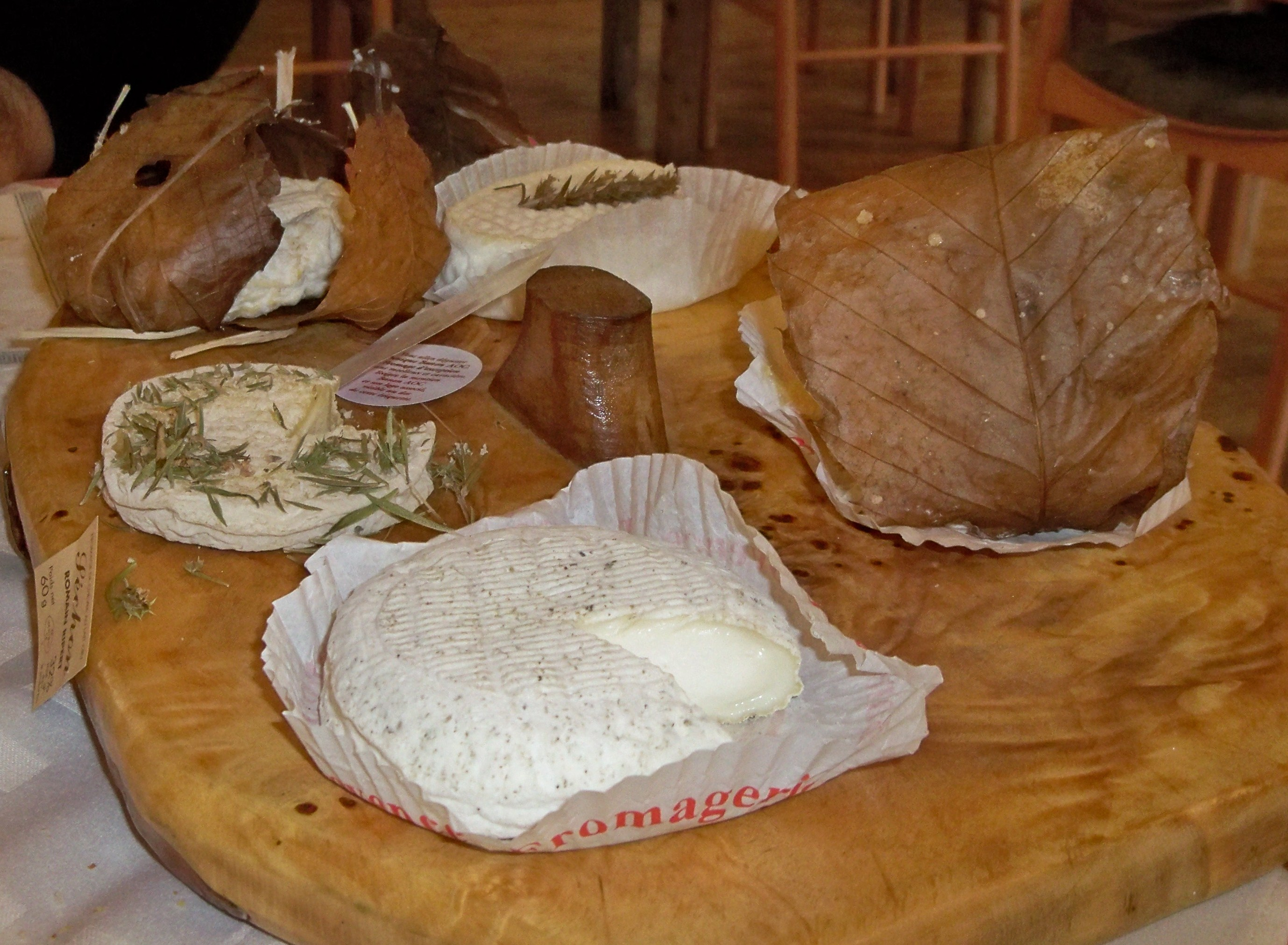
Plateau d'AOC banon dans un restaurant de Revest-du-Bion.

### Activités de service

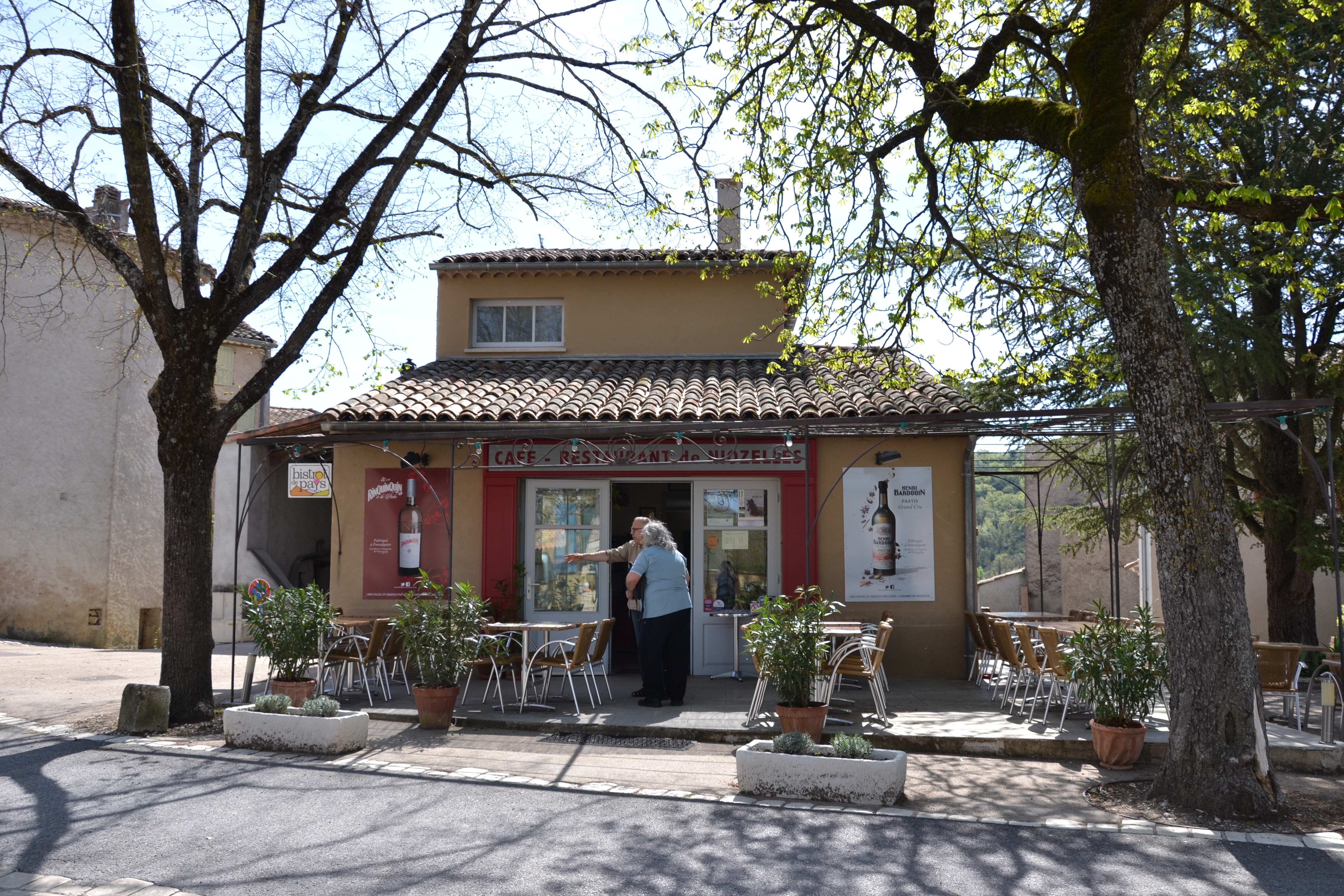
Le bistrot de pays, en 2014.

Fin 2010, le secteur tertiaire (commerces, services) comptait 23 établissements (avec 14 emplois salariés), auxquels s’ajoutent les quatre établissements du secteur administratif (regroupé avec le secteur sanitaire et social et l’enseignement), salariant cinq personnes.
D'après l’Observatoire départemental du tourisme, la fonction touristique est d’une importance moyenne pour la commune, avec entre un et cinq touristes accueillis par habitant, l’essentiel de la capacité d'hébergement étant marchande. Plusieurs structures d’hébergement à finalité touristique existent dans la commune :
- un camping classé quatre étoiles[84] avec une capacité de 126 emplacements[85] ;
- plusieurs meublés labellisés[86] et non-labellisés[87] ;
- des chambres d’hôtes[88];
- un hébergement collectif[89].

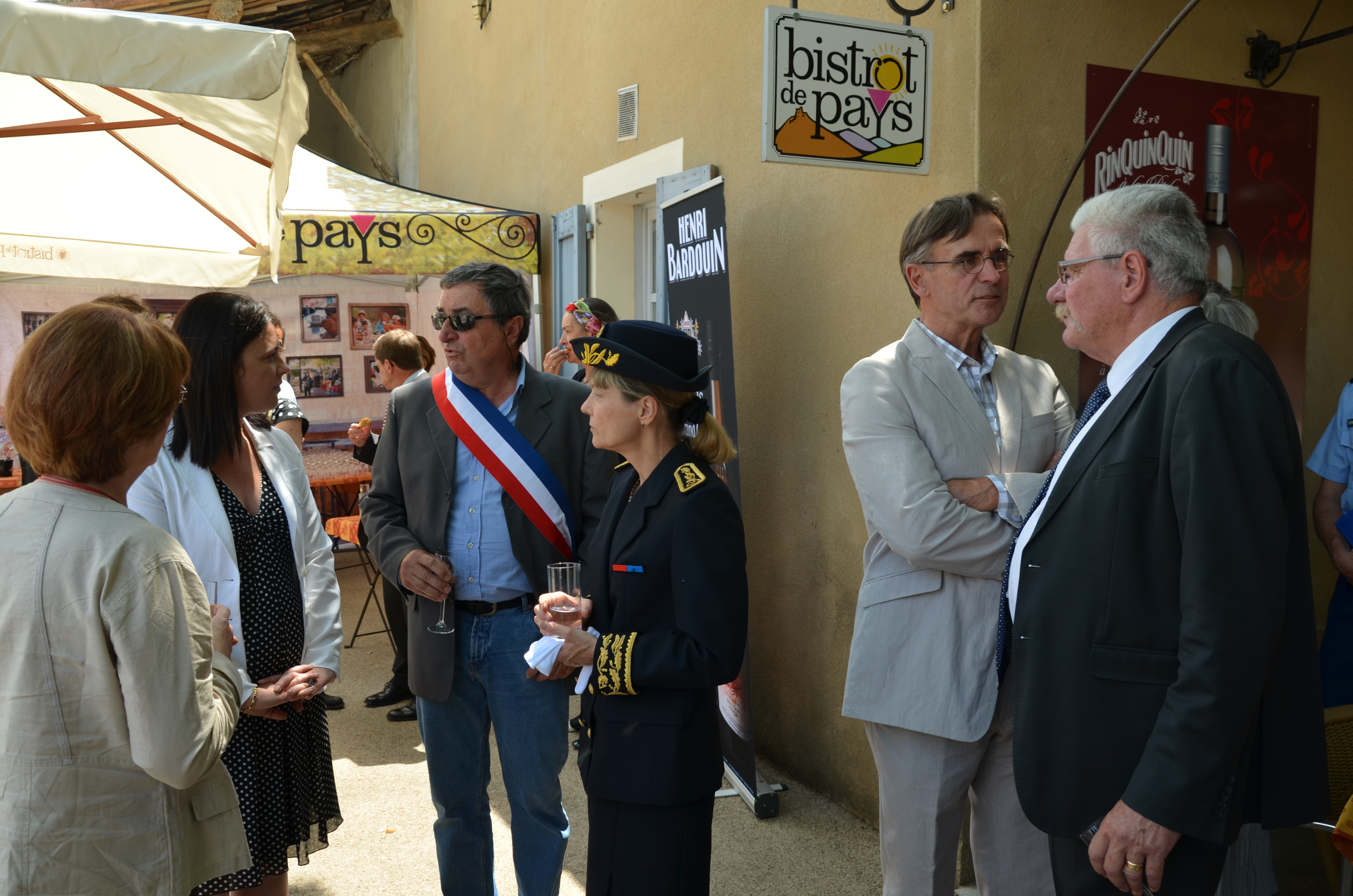
Visite officielle de Sylvia Pinel, ministre du Tourisme, au Bistrot de Pays, en 2013.

Les résidences secondaires apportent un petit complément à la capacité d’accueil : au nombre de 64, elles représentent 37 % des logements. Parmi les résidences secondaires, 36 possèdent plus d’un logement,.
Le Café de Niozelles, qui porte le label Bistrot de pays, adhère a une charte qui a pour but de « contribuer à la conservation et à l’animation du tissu économique et social en milieu rural par le maintien d’un lieu de vie du village ». Le 12 juillet 2013, lors du vingtième anniversaire de l’association Bistrot de pays, il a accueilli le Sylvia Pinel, ministre de l'Artisanat, du Commerce et du Tourisme, accompagnée d’élus de la région : le sénateur Claude Domeizel, le député Christophe Castaner et le vice-président de la région Jean-Yves Roux,.

## Culture locale et patrimoine

### Lieux et monuments

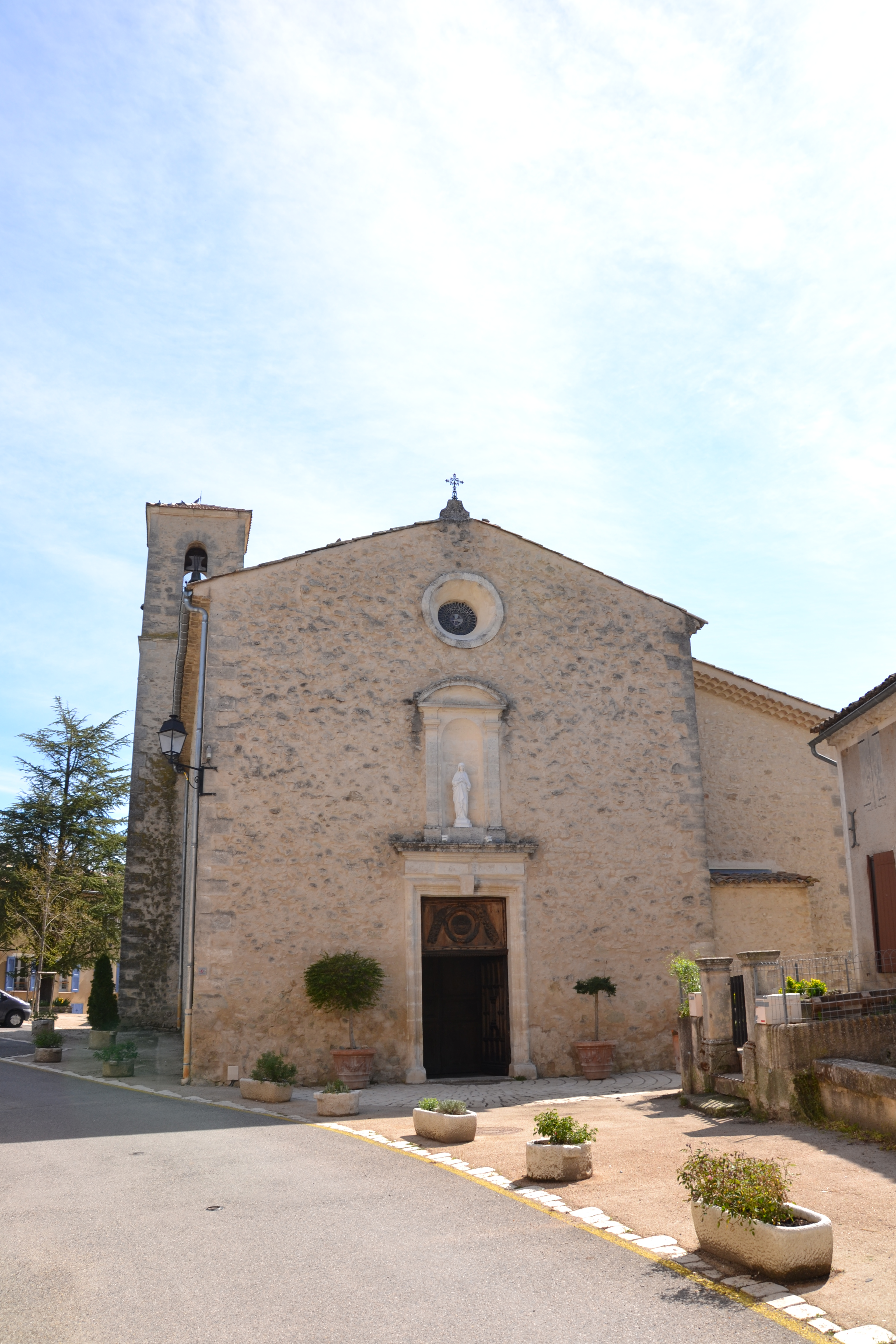
L’église du village.

Le château, au milieu du village, est une résidence seigneuriale massive, de plan rectangulaire. Une des deux tours d’angle de la façade a disparu. Les ouvertures sont toutes cintrées. La clef de voûte du portail, qui donne sur la cour en arrière du château, porte la date de 1768, ce qui correspond au style du château.
Il subsiste, à proximité de la Vieille Église (ferme), la base d’une tour du XIIIe siècle, sur un éperon rocheux. Il est possible que le vieux Niozelles se soit construit contre la tour.
L’église paroissiale, placée sous l’invocation de l’Invention de saint Étienne martyr et le patronage de saint Alban et saint Candide, est datée de 1681 pour la nef à deux travées voûtées d’arêtes et la façade. Le chœur et le bas-côté droit, voûtés sous croisées d’ogives, remontent à un état antérieur, probablement au XVIe siècle. Le clocher est logé dans une tour construite contre le chœur.
- église Saint-Alban
- moulin,
- château des XVIe et XVIIIe siècles
- le donjon du XIIIe siècle à la Vieille-Église (site de l'ancien village, en ruines)

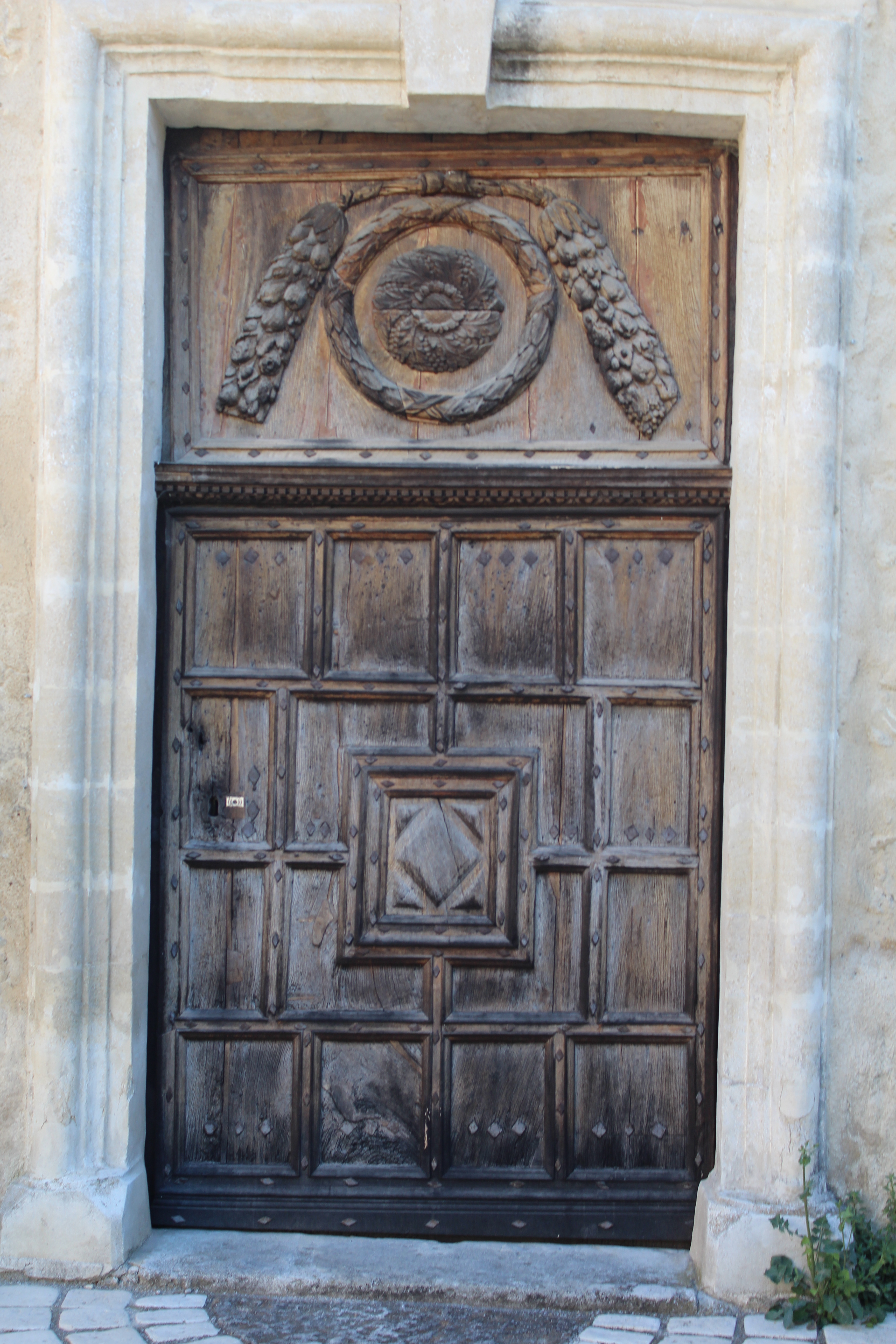
Portail de l'église.
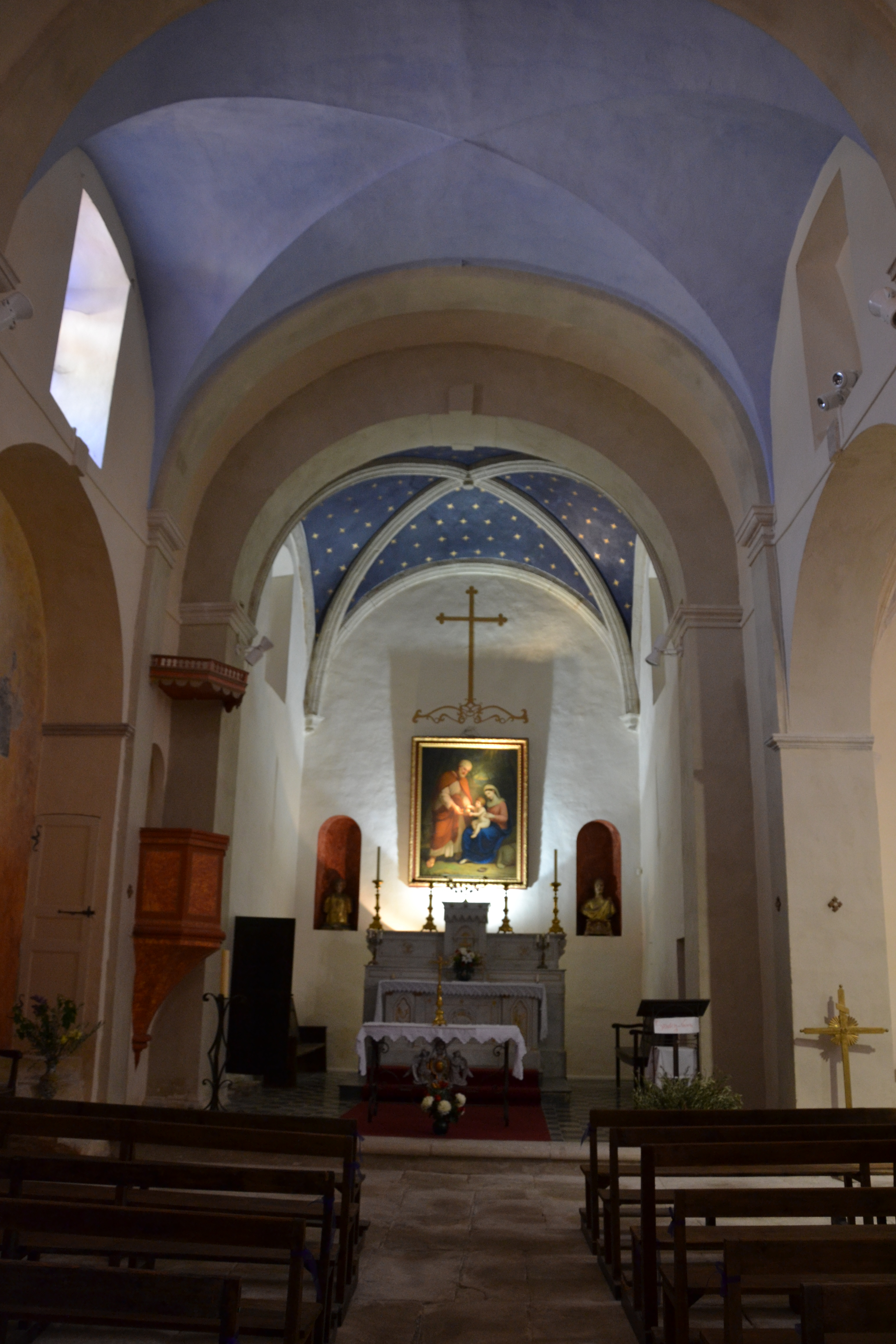
La nef de l'église...
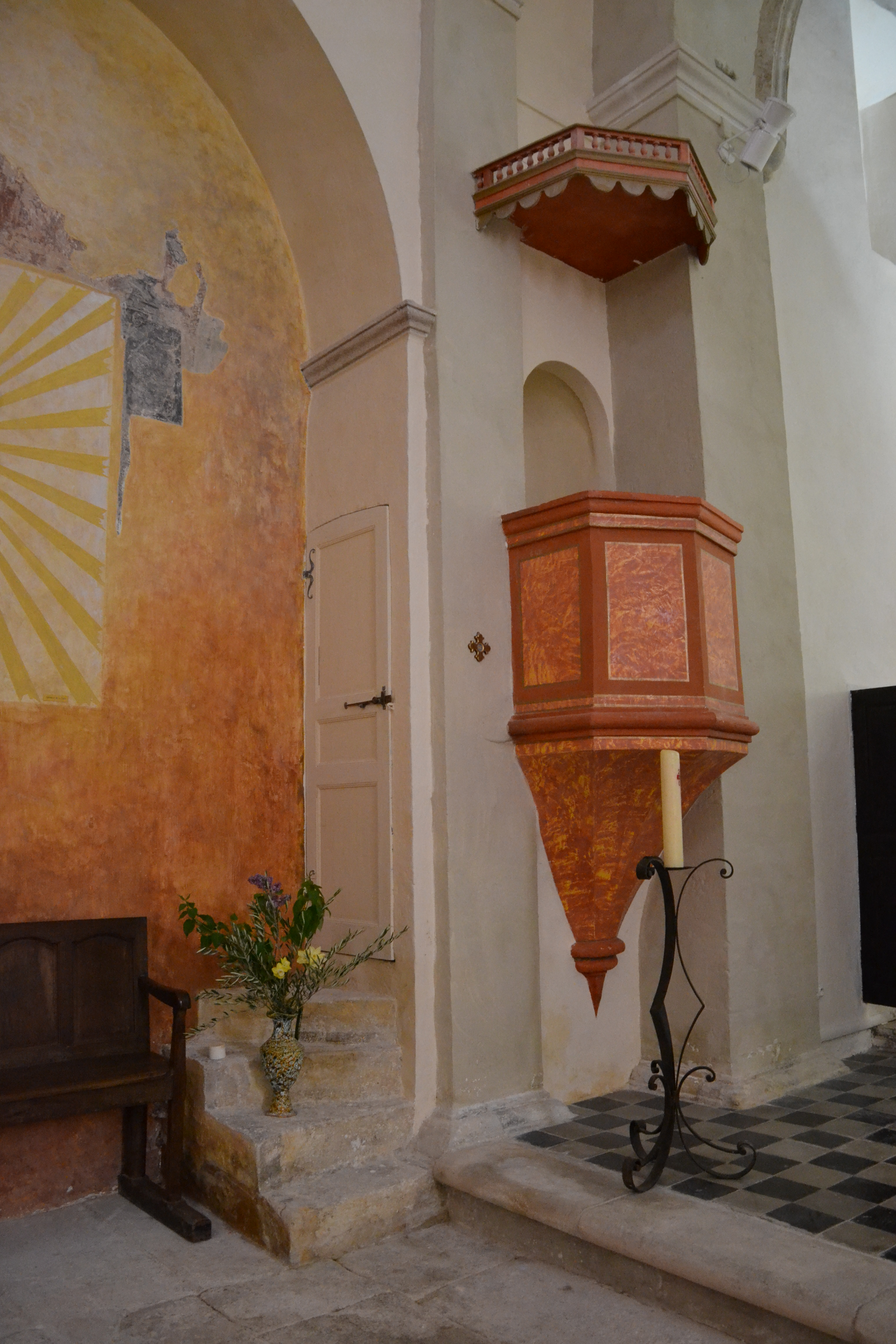
... et sa chaire.
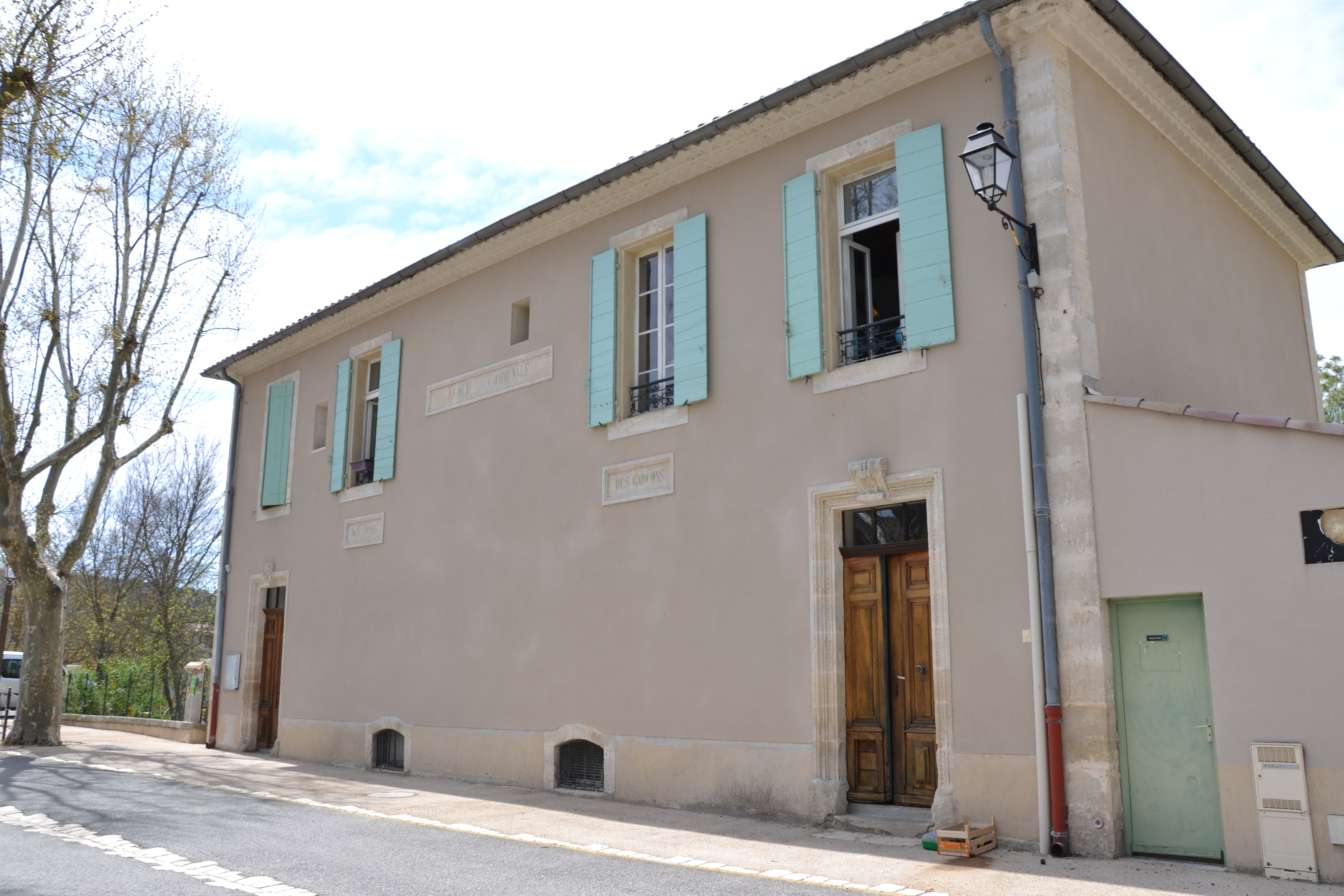
L'école.

## Héraldique
| Blason de Niozelles | Blason  | De sable au nom de NIOZELLES écrit en caractères d’argent et posé en fasce,. |
| Blason de Niozelles | Détails | Le statut officiel du blason reste à déterminer.                             |